# Лаубе, Ян Томович
Ян Томович Лаубе (латыш. Jānis Laube; 17 октября 1889 года, Лифляндская губерния, Валкский уезд, Смилтенская волость, хутор Талени — 1 ноября 1938, Архангельск) — советский военный и государственный деятель, сотрудник советских спецслужб.

## Биография
Родился 17 октября 1889 года в усадьбе Леяс Талени Смилтенской волости Лифляндской губернии, в латышской крестьянской семье. Корни его предков в Смилтенской волости восходят к так называемым «шведским» временам: в нескольких поколениях они владели передаваемым из поколения в поколение домом. Можно предположить, что они были зажиточными людьми, поэтому сын Янис смог получить среднее медицинское образование (фельдшер).
С 1908 по 1911 годы работал булочником.

### Первая мировая война, революция и Гражданская война

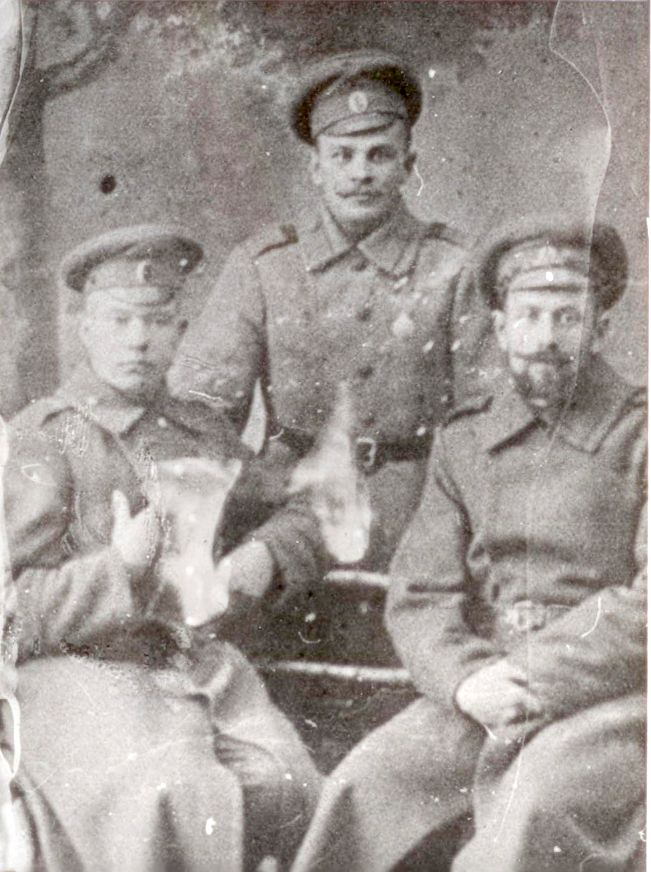
На фронте Первой мировой войны

С 1911 по 1915 годы — фельдшер в 93-м пехотном Иркутском Его Императорского Высочества Великого Князя Михаила Александровича полку. С 1915 по 1916 годы — рядовой, затем старший унтер-офицер, старший фельдшер 6-й медсанроты Тукумского Латышского стрелкового полка.
В 1917 году вступил в Латвийскую социал-демократическую партию. После февральской революции был избран социалистами в полковой комитет. Командир и комиссар 6-го Тукумского советского полка (после взятия Валки).
10 апреля 1917 года в Петрограде вступил в ВКП(б). Принимал участие в штурме Зимнего Дворца, разгоне учредительного собрания, ЦК эсеров и отпоре белофиннам. Занял город Илуихыртю, выступил против немецкого наступления на Петроград (февраль 1918 г.). После наступления Брестского мира организовал охрану Ленина.
В 1918 — начальник красногвардейского отряда «Финляндия». В 1918 сформировал Торошинский латышский стрелковый полк и участвовал в боях на Урале против белочехов на уфимском фронте. Был ранен в бою. Возглавлял также Военный контрреволюционный полк Восточного фронта.
Участвовал в подавлении белогвардейского мятежа в Ярославле в июле 1918 года. С ноября 1918 по 1919 г. — командир ОГПУ батальона Пензенской ГубЧК, помощник наркома Пензенского отдела советского контроля; с 8 апреля 1919 — начальник губернского отдела железнодорожной милиции.

### Переход вЧК
С 1919 по 1921 годы — член коллегии Пензенской ГубЧК. С 1921 по 1923 годы — заместитель председателя Курской ГубЧК.
С 1923 по 10 января 1924 года — нарком внутренних дел КрАССР. С 10 января 1924 по 16 февраля 1926 — начальник ЦАУ (Центральное административное управление) Крыма, Начальник Главного управления местами заключения Крыма.
Сложные пути реформирования структур милиции Крымской АССР наглядно иллюстрируют те непростые процессы, которые были присущи автономии периода установления советской власти на полуострове. Вместо ликвидированного НКВД Крыма зимой 1924 года на полуострове создаётся Центральное Административное Управление (ЦАУ) Крымской АССР, осуществлявшее общее руководство органами милиции, уголовного розыска, запись актов гражданского состояния и местами заключения. ЦАУ автономии состояло из шести отделов: административного, милиции (с подотделами службы милиции, ведомственной милиции), уголовного розыска (секретно-оперативной частью, регистрационным бюро и питомником собак), местами заключения, финансово-материального отдела и секретариата. Во главе управления стоял начальник ЦАУ Крымской республики, член Совнаркома, подчинявшийся только президиуму Крыма ЦИКа. Начальник ЦАУ одновременно являлся и руководителем милиции автономии. В январе 1924 года на эту должность был назначен бывший шеф главного управления местами заключения (ГУМЗ) НКВД Крыма Я. Т. Лаубе. На этом в Крымской автономии практически заканчивается период значительных структурных преобразований.

### В органах контроля
С 1926 по 1928 годы — начальник губернского административного управления в Тамбове. В 1928—1930 годах — народный комиссар внутренних дел Киргизской АССР. Один из организаторов борьбы с басмачеством и бандитизмом.
В 1930—1936 годах — начальник краевого административного управления Северного края и руководитель Советского Государственного Контроля ЦКК РКИ СССР г. Архангельска.
В 1936—1937 до ареста (октябрь) — член комиссии Советского Государственного Контроля в г. Сталинграде, начальник отдела строительного треста Сталинградского горисполкома.
27 декабря 1937 арестован в должности начальника жилотдела коммунального хозяйства. Этапирован в Архангельск. По постановлению тройки УНКВД по Архангельской области от 26 октября 1938 по ст. 58-1, 58-6 УК РСФСР расстрелян 1 ноября 1938 года. Определением ВКВС СССР от 5 января 1957 посмертно реабилитирован. Похоронен в г. Архангельске в братской могиле.

## Семья
Троюродный брат Яна Лаубе — известный латышский архитектор Эйжен Лаубе.
- Жена — Судакова Анастасия (Анна) Яковлевна (1900—1975).
- Сын — Лаубе Генрих Янович (Андрей Гончаров) (1924—1996) — Залуженный артист РСФСР, чтец, киноактёр («Голубая стрела», «Над Тиссой»).
- Сын — Феликс Лаубе (1934—1996) — советский поэт-песенник.

## Награды
- знак «Почётный работник ВЧК-ГПУ»
- Почётное революционное оружие — почётное огнестрельное оружие НКВД РСФСР, грамота от 14.XI.1927 № 103990 за примерную работу в органах НКВД (хранится в музее Латышских стрелков в г. Риге, Латвия)

## Увековечение памяти
- В бывшем музее Латышских красных стрелков в Риге был создан стенд, посвящённый памяти Яна Лаубе.
- В Пскове одна из улиц была названа в честь Яна Лаубе (ныне переименована).